# Les Yveteaux
Les Yveteaux – miejscowość i gmina we Francji, w regionie Normandia, w departamencie Orne.
Według danych na rok 1990 gminę zamieszkiwało 114 osób, a gęstość zaludnienia wynosiła 20 osób/km² (wśród 1815 gmin Dolnej Normandii Les Yveteaux plasuje się na 772. miejscu pod względem liczby ludności, natomiast pod względem powierzchni na miejscu 824.).